# Colfax Township (Missouri)
Colfax Township est un township du comté d'Atchison dans le Missouri, aux États-Unis,. En 2010, le township comptait une population de 65 habitants.

## Source de la traduction
- (en) Cet article est partiellement ou en totalité issu de l’article de Wikipédia en anglais intitulé « Colfax Township, Atchison County, Missouri » (voir la liste des auteurs).